# Ocupación rusa del óblast de Zhitómir
La ocupación rusa del óblast de Zhitómir, denominada por el gobierno ruso como «Administración Civil-Militar de Zhitómir», fue una ocupación militar, que comenzó el 26 de febrero de 2022, después de que las fuerzas rusas invadieran Ucrania y comenzaran a capturar y ocupar partes del óblast de Zhitómir.
La capital del óblast, Zhitómir, nunca llegó a ser capturada por las fuerzas rusas, pero si sufrió grandes bombardeos por la artillería rusa (Bombardeo del Aeropuerto de Zhitómir), sin embargo, otras ciudades si cayeron bajo control ruso, incluidas Slovechne, Ovruch, Pershotravneve o Brusyliv. El 3 de abril de 2022, las fuerzas rusas abandonaron el óblast y pusieron fin a su ocupación militar.

## Ocupación

### Ocupación Rusa
El 26 de febrero de 2022, una columna mixta rusa de hasta 2 vehículos armados y 100 soldados se adentraban en el óblast de Zhitómir, después de enfrentarse a los pocos soldados ucranianos que había en la zona y a las unidades fronterizas, consiguieron capturar y asediar las primeras ciudades.

#### Zhitómir (capital del óblast)
La ciudad de Zhitómir no llegó a ser capturada por las fuerzas rusas, aunque si que se reportaron combates cerca de las afueras de la ciudad el 2 de marzo, después de que Korostyshiv, una ciudad cercana cayera bajo ocupación rusa.

#### Pershotravneve
El 26 de febrero de 2022, la ciudad de Pershotravneve cayó bajo ocupación rusa (batalla de Pershotravneve), sobre dicha ocupación no se tiene mucha información, pero se sabe que las fuerzas rusas tomaron la ciudad sin resistencia por lo que la infraestructura no sufrió ningún daño. Así, el mismo día las fuerzas rusas capturaron pequeños asentamientos cerca de Pershotravneve como Radcha, Chervonosilka, Selezivka y Syrnytsya.
El 5 de marzo, con la llegada de más fuerzas rusas a la zona se tomó el control de las localidades de Kocheriv y Kvitneve asegurando así los flancos de Pershotravneve.
El 31 de marzo, el ejército ucraniano recuperó las localidades de Selezivka, Syrnytsya, Kocheriv y Kvitneve, dejando solo a Pershotravneve y a otros pequeños pueblos al norte del óblast bajo control ruso hasta finales de abril.

#### Ovruch
El 6 de marzo de 2022, la ciudad de Óvruch cayó bajo ocupación rusa (batalla de Óvruch), durante los combates las fuerzas rusas realizaron 3 ataques con bombas en el sector residencial de la ciudad, dañando 45 casas particulares, causando de esta manera 3 víctimas civiles. También se produjeron daños importantes en un edificio de varios pisos, así como en las instalaciones de un centro de arte juvenil y un gimnasio.

### Establecimiento del Cuartel militar
Debido a la corta ocupación del óblast no se logró establecer ningún cuartel general militar, sino que se usó el establecido en el óblast de Kiev.

### Retirada de Rusia
El 23 de marzo de 2022 comenzó la contraofensiva del norte de Ucrania que puso fin al control ruso sobre muchas localidades en el óblast. Durante los combates en la zona dos edificios residenciales, una planta de electricidad térmica y dos hospitales en la ciudad de Zhitómir fueron bombardeados y los residentes culparon a las fuerzas rusas. Después de los combates, Rusia comenzó a retirar tropas del norte de Ucrania, incluido el raión de Zhitómir y las fuerzas ucranianas comenzaron a recuperar muchos asentamientos en el óblast, hasta que el 2 de abril, los funcionarios y locales ucranianos del óblast afirmaron que las fuerzas rusas abandonaron completamente el óblast de Zhitómir para su redespliegue en el Dombás y en Ucrania meridional.

### Recapturación del óblast
Después de que las fuerzas rusas se retiraran, las fuerzas ucranianas comenzaron operaciones de desminado en el óblast de Zhitómir.
El 8 de abril de 2022, Vitaliy Buchenko, gobernador del óblast de Zhitómir, afirmó que todas las tropas rusas habían abandonado la región, pero que aún era inseguro debido al equipo militar y otras municiones que las tropas rusas habían dejado tras su retirada.
Las fuerzas rusas durante la Guerra de Ucrania aún siguen bombardeando pequeñas ciudades y pueblos en el óblast debido a la existencia de almacenes de armamento ucraniano y fortificaciones en la zona.

## Control de ciudades
| Nombre              | Población          | Raión              | Capturación y recapturación                                                                   |
| Raión de Berdychiv  | Raión de Berdychiv | Raión de Berdychiv | Raión de Berdychiv                                                                            |
| ------------------- | ------------------ | ------------------ | --------------------------------------------------------------------------------------------- |
| Berdychiv (capital) | 73.046             | Berdychiv          | Sin capturar.                                                                                 |
| Andrushivka         | 8.325              | Berdychiv          | Sin capturar.                                                                                 |
| Raión de Korosten   |                    |                    |                                                                                               |
| Pershotravneve      | 2.326              | Korosten           | Capturado por Rusia el 26 de febrero de 2022. Recapturado por Ucrania el 3 de abril de 2022.  |
| Ovruch              | 15.250             | Korosten           | Capturado por Rusia el 6 de marzo de 2022. Recapturado por Ucrania el 3 de abril de 2022.     |
| Slovechne           | 1.725              | Korosten           | Capturado por Rusia el 1 de marzo de 2022. Recapturado por Ucrania el 2 de abril de 2022.     |
| Nedashky            | 592                | Korosten           | Capturado por Rusia el 27 de febrero de 2022. Recapturado por Ucrania el 31 de marzo de 2022. |
| Malyn               | 25.172             | Korosten           | Capturado por Rusia el 27 de febrero de 2022. Recapturado por Ucrania el 29 de marzo de 2022. |
| Irshansk            | 6.346              | Korosten           | Sin capturar.                                                                                 |
| Korosten (capital)  | 61.496             | Korosten           | Sin capturar.                                                                                 |
| Horshchyk           | 2.210              | Korosten           | Sin capturar.                                                                                 |
| Luhyny              | 3.868              | Korosten           | Sin capturar.                                                                                 |
| Bilokorovychi       | 2.976              | Korosten           | Sin capturar.                                                                                 |
| Olevsk              | 10.032             | Korosten           | Sin capturar.                                                                                 |
| Raión de Zhytómir   |                    |                    |                                                                                               |
| Horodok             | 2.781              | Zhytómir           | Capturado por Rusia el 28 de febrero de 2022. Recapturado por Ucrania el 29 de marzo de 2022. |
| Radomyshl           | 13.685             | Zhytómir           | Sin capturar.                                                                                 |
| Brusyliv            | 4.627              | Zhytómir           | Capturado por Rusia el 28 de febrero de 2022. Recapturado por Ucrania el 24 de marzo de 2022  |
| Korostyshiv         | 24.129             | Zhytómir           | Capturado por Rusia el 2 de marzo de 2022. Recapturado por Ucrania el 16 de marzo de 2022.    |
| Chernyakhiv         | 9.132              | Zhytómir           | Sin capturar.                                                                                 |
| Khoroshiv           | 7.335              | Zhytómir           | Sin capturar.                                                                                 |
| Romaniv             | 7.226              | Zhytómir           | Sin capturar.                                                                                 |
| Chudniv             | 5.357              | Zhytómir           | Sin capturar.                                                                                 |
| Lyubar              | 1.990              | Zhytómir           | Sin capturar.                                                                                 |
| Zhytómir (capital)  | 261.624            | Zhytómir           | Sin capturar.                                                                                 |
| Raión de Zviahel    |                    |                    |                                                                                               |
| Zviahel (capital)   | 55.086             | Zviahel            | Sin capturar.                                                                                 |
| Bronyky             | 475                | Zviahel            | Sin capturar.                                                                                 |
| Yemilchyne          | 6.162              | Zviahel            | Sin capturar.                                                                                 |